# Giuseppe Mezzofanti

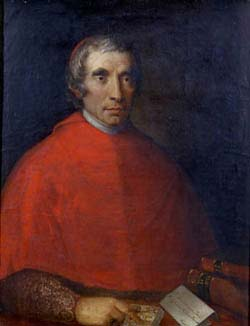
Giuseppe Kardinal Mezzofanti (Ölgemälde 1838)

Giuseppe Gasparo Mezzofanti (* 17. September 1774 in Bologna; † 17. März 1849 in Neapel) war ein italienischer Kardinal. Er gilt als eines der größten Sprachgenies und soll 57 Sprachen verstanden, davon 38 gesprochen haben. Mezzofanti ist seitdem die Bezeichnung für einen polyglotten Menschen.

## Leben

### Frühe Jahre
Giuseppe Gasparo Mezzofanti wurde als Kind des Zimmermanns Francesco Mezzofanti und dessen Ehefrau Gesualda Dall’Olmo Mezzofanti in der Via Malcontenti al vecchio No 1988 in Bologna geboren und am 20. September 1774 getauft. Bis auf seine Schwester Teresa starben alle Geschwister im Säuglingsalter.
Seine Schulbildung erhielt er an der Piaristen-Schule in Bologna, wo neben den klassischen Sprachen auch Spanisch, Deutsch und einige südamerikanische Sprachen gelehrt wurden. Sein Gedächtnis galt als erstaunlich, im Alter von zwölf Jahren begann er das dreijährige Philosophiestudium, das er mit einer öffentlichen Disputation abschloss. Seine theologischen Studien beendete er mit ebensolcher Auszeichnung vor Erreichen des kanonischen Alters. Daher wandte er sich zunächst dem Studium der „Orientalischen Sprachen“ zu.

### Geistliche Laufbahn
Am 23. September 1797 empfing Giuseppe Mezzofanti die Priesterweihe und wurde noch in demselben Jahr Professor für hebräische Sprache an der Universität Bologna. Diese Stellung verlor er, als er sich weigerte, den Treueid auf die Cisalpine Republik abzulegen. Als Seelsorger betreute er 1799 bis 1800 Soldaten aller möglichen Länder im Lazarett von Bologna, dies bot ihm zugleich die Möglichkeit, seine Sprachkenntnisse zu erweitern. 1803 wurde er Assistent an der Universitätsbibliothek in Bologna und von 1804 bis 1808 lehrte er wieder als Professor an ebendieser Universität Hebräisch und nun auch Griechisch. Eine Einladung Napoleon Bonapartes, nach Paris umzusiedeln, lehnte er 1806 ab. Als Bibliothekar und Professor der Universität Bologna studierte er ab 1815 Völkerkunde, Archäologie, Numismatik und Astronomie. Zugleich arbeitete er in Bologna als Seelsorger für Ausländer und Fremde.
Papst Gregor XVI. konnte Mezzofanti schließlich dazu bewegen, dass er nach langem Zögern 1831 nach Rom übersiedelte, um für den Heiligen Stuhl zu arbeiten. Am 14. Juni 1831 wurde er zum Hausprälaten Seiner Heiligkeit ernannt und damit in den päpstlichen Hofstaat aufgenommen. Er wurde Domherr der päpstlichen Basiliken Santa Maria Maggiore und St. Peter im Vatikan und beriet unter anderem die Kongregation für den orientalischen Ritus. Am 16. April 1833 wurde er Kustos der vatikanischen Bibliothek.
Im Konsistorium vom 12. Februar 1838 kreierte Gregor XVI. ihn zum Kardinalpriester und verlieh ihm am 15. Februar desselben Jahres die Titulatur von Sant’Onofrio al Gianicolo. Als Kardinal war er Präfekt mehrerer Kongregationen, die sich mit dem Ritus der Orientalischen Kirchen befassten. Er nahm am Konklave 1846 teil, aus dem Pius IX. als Papst hervorging.
Mezzofanti starb am 15. März 1849 in Rom an einer Lungenentzündung und wurde in seiner Titularkirche Sant’Onofrio bestattet. Über seinem Grab wurde 1885 ein Denkmal errichtet.

## Sprachkenntnisse
Seinem Biografen Charles William Russell zufolge soll Mezzofanti 38 Sprachen beherrscht haben und gilt als Rekordhalter der Mehrsprachigkeit. Er sprach nachweislich folgende 29 Sprachen neben seiner italienischen Muttersprache: Latein, Altgriechisch, Neugriechisch, Hebräisch, Arabisch, Aramäisch, Amharisch, Koptisch, Armenisch, Persisch, Türkisch, Maltesisch, Illyrisch, Spanisch, Portugiesisch, Französisch, Englisch, Walisisch, Schottisch-Gälisch, Deutsch, Niederländisch, Schwedisch, Dänisch, Russisch, Polnisch, Tschechisch, Ungarisch, Albanisch und Chinesisch.
Lord Byron sagte über ihn:

“monster of languages […] who ought to have existed at the time of the Tower of Babel, as universal interpreter”

„ein Ungeheuer an Sprachen […] welcher als Übersetzer schon hätte da sein sollen zu den Zeiten des Turms von Babylon.“

Ähnliche Fähigkeiten besaßen (bzw. besitzen) auch der deutsche Sinologe Emil Krebs, der britische Forscher Sir Richard Francis Burton, der spanische Jesuit Lorenzo Hervás y Panduro, Kardinalstaatssekretär Rafael Merry del Val und der belgische Orientalist Johan Vandewalle.

## Ehrungen
- 1843: Ehrenmitglied der Russischen Akademie der Wissenschaften in Sankt Petersburg[1]